# Nem lesz ennek jó vége
A Nem lesz ennek jó vége a magyar Bikini együttes 2000-ben megjelent, sorban a tizenegyedik nagylemeze. A címadó dal megjelent kislemezen is, melyhez videoklipet is forgattak.
Az album különlegessége, hogy nem végig D. Nagy Lajos énekel a számokban, hanem Daczi Zsolt és Gallai Péter is. "Október" címmel található rajta egy instrumentális szám, a "Szállj fel magasra" az azonos című Piramis-sláger feldolgozása, az albumzáró "Mindörökké" című számba pedig egy rapbetét is bekerült, amelyet Szendrei Zsolt "Szasza" és Ványi Tamás adnak elő.

## Számok listája
| #  | Cím                    | Szerző                                    | Hossz |
| -- | ---------------------- | ----------------------------------------- | ----- |
| 1  | Nem lesz ennek jó vége | Németh Alajos, D. Nagy Lajos, Ványi Tamás | 2:56  |
| 2  | Jóbarátok              | Németh Alajos, D. Nagy Lajos, Ványi Tamás | 3:03  |
| 3  | Gyere, szeress még     | Daczi Zsolt, Ványi Tamás                  | 4:34  |
| 4  | A múltidéző            | Daczi Zsolt, Ványi Tamás                  | 4:56  |
| 5  | Október                | Németh Alajos                             | 1:17  |
| 6  | Múlhat az idő          | Németh Alajos, Ványi Tamás                | 4:27  |
| 7  | Búcsú                  | Daczi Zsolt                               | 2:41  |
| 8  | Amszterdam             | Daczi Zsolt, Hetesi Péter Pál             | 4:55  |
| 9  | Mondj imát             | Daczi Zsolt, D. Nagy Lajos, Ványi Tamás   | 4:45  |
| 10 | Egy korsó, egy pohár   | Németh Alajos, D. Nagy Lajos              | 3:42  |
| 11 | Szállj fel magasra     | Gallai Péter, Köves Miklós                | 4:05  |
| 12 | Mindörökké             | Németh Alajos, Ványi Tamás                | 4:02  |

## Közreműködtek
- D. Nagy Lajos - ének, vokál
- Németh Alajos - basszusgitár, billentyűs hangszerek, producer
- Mihalik Viktor - dobok
- Daczi Zsolt - gitár
- Makovics Dénes - szaxofon
- Gallai Péter - billentyűs hangszerek, vokál
- Czerovszky Henriett - háttérvokál
- H.T.N. (Három Tökéletlen Nő: Bíró Nikoletta, Pálos Zsuzsa, Rönky Fruzsina) - vokál, "Nem lesz ennek jó vége"
- Madam Ymola - vokál, "Nem lesz ennek jó vége"
- Ványi Tamás "Apu" - szerzőtárs, vokál, rap
- Cselik Gábor - billentyűs hangszerek, "Gyere szeress még", "Amszterdam"
- Dabasi Péter - gadulka, "Október", "Múlhat az idő"
- Halász Krisztina - vokál, "Múlhat az idő"
- Lantos Zoltán - hegedű, "Egy korsó, egy pohár"
- Szendrei Zsolt "Szasza" - rap, "Mindörökké"
- DIÓ - albumterv
- Bozsó András - fényképek